# Craugastor amniscola
Espèce
Synonymes
- Eleutherodactylus amniscola Campbell & Savage 2000

Statut de conservation UICN

 DD  : Données insuffisantes
Craugastor amniscola est une espèce d'amphibiens de la famille des Craugastoridae.

## Répartition
Cette espèce se rencontre de 600 à 1 000 m d'altitude :
- au Mexique dans le Chiapas ;
- au Guatemala dans la Sierra de los Cuchumatanes et les Montañas del Cuilco.

## Publication originale
- Campbell & Savage 2000 : Taxonomic reconsideration of Middle American frogs of the Eleutherodactylus rugulosus group (Anura: Leptodactylidae): a reconnaissance of subtle nuances among frogs. Herpetological Monographs, vol. 14, p. 186-292.